# エドガー・ララ
エドガー・ララ・メルセデス（Edgar Lara Mercedes, 1989年3月2日 - ）は、ドミニカ共和国出身のプロ野球選手（外野手）。右投右打。NPBでは育成選手であった。

## 経歴

### プロ入りとカージナルス傘下時代
2005年9月にセントルイス・カージナルスとマイナー契約を結びプロ入り。
2006年に傘下ルーキー級ドミニカン・サマーリーグ・カージナルスでプロデビュー、56試合に出場し、打率.175、3本塁打、14打点という成績だった。
2007年はルーキー級ガルフ・コーストリーグ・カージナルスでプレー。49試合に出場し、打率.256、8本塁打、32打点の成績を残した。
2008年はルーキー級ジョンソンシティ・カージナルスでプレー。45試合で打率.267、5本塁打、21打点の成績を残した。
2009年もルーキー級ジョンソンシティでプレー。64試合に出場し、打率.237、9本塁打、36打点という成績を残した。
2010年はA級クァッドシティズ・リバーバンディッツに昇格。105試合で17本塁打を放つなど持ち前のパワーを見せたが、打率.239、145三振と確実性に課題が残るシーズンとなった。
2011年もA級クァッドシティズでプレー。11試合で打率.188、2本塁打の成績ながら、シーズン途中にA+級のパームビーチ・カージナルスに昇格し、84試合で打率.257、10本塁打、42打点の成績を残した。オフの11月8日に自由契約となった。

### 楽天時代
2013年、東北楽天ゴールデンイーグルスの春季キャンプにラファエル・ポロとともにテスト生として参加。1月7日に育成選手としての契約合意が発表され、1月26日に入団会見を行った。6月18日、本人からの申し出によりテスト生から同時に入団したポロと共に契約解除となった。イースタン・リーグでの成績は、17試合出場、打率.190（42-8）、0本塁打、1打点、14三振。

## 詳細情報

### 年度別打撃成績
- 一軍公式戦出場なし

### 背番号
- 127 （2013年）